# Český florbal TV
Český florbal TV je česká placená VOD služba poskytující přímé přenosy, záznamy a sestřihy z elitních českých florbalových soutěží, tedy Superligy mužů, Extraligy žen a 1. ligy mužů. Projekt byl spuštěn v roce 2023, dříve se zápasy vysílaly přes platformu TVCOM. Kromě vrcholových ligových soutěží mohou diváci na Český florbal TV sledovat i zápasy Poháru Českého florbalu, Poháru mistrů, reprezentace. Zápasy z nižších a mládežnických soutěží jsou vysílány na platformě czechfloorball.tv.
Vybraná utkání nejvyšších soutěží a reprezentace jsou rovněž vysílána veřejnoprávní televizí ČT Sport.

## Předplatné
Aby bylo možné přímé přenosy a další placený obsah sledovat, je třeba se na portálu registrovat. Předplatné lze získat na stránkách portálu Český florbal TV. Část obsahu mohou diváci sledovat i za pouhou registraci.

## Ohlasy na vznik platformy
Vznik platformy způsobil ve florbalové komunitě značný ohlas, diskuze často doprovázely posměšky a otázky, kolik diváků si placená platforma amatérského sportu získá, případně jaké kvality přenosů se dočká. V prvním roku existence platforma získala více než 20 tisíc registrovaných uživatelů (z toho více než 2000 předplatitelů).